# Gran Premio di Lugano
Il Gran Premio Città di Lugano, fino al 2011 Gran Premio di Lugano o più semplicemente GP Lugano, è una corsa in linea di ciclismo su strada che si tiene annualmente a Lugano, in Svizzera. Dal 2005 fa parte del calendario dell'UCI Europe Tour classe 1.HC.
Fino al 1979 a Lugano si svolgeva, in ottobre, un rinomato Gran Premio a cronometro per professionisti. La gara in linea ha luogo, invece, solo dal 1981, solitamente ogni marzo. Nel 1997 e nel 1998 la manifestazione fu riservata ai dilettanti e nel biennio 1999-2000 non si è svolta, così come nel 2013 non si tenne a causa della neve.
Ad ottenere il maggior numero di vittorie fu l'italiano Marco Vitali con i tre successi del 1982, del 1988 e del 1990.

## Albo d'oro
Aggiornato all'edizione 2021.
| Anno      | Vincitore                             | Secondo                               | Terzo                                 |
| --------- | ------------------------------------- | ------------------------------------- | ------------------------------------- |
| 1981      | Josef Fuchs                           | Daniel Gisiger                        | Marco Vitali                          |
| 1982      | Marco Vitali                          | Hans Von Niederhaussen                | Victor Schraner                       |
| 1983      | Chris Wreghitt                        | Erich Maechler                        | Gilbert Glaus                         |
| 1984      | Benno Wiss                            | Urs Zimmermann                        | Jean-Claude Leclercq                  |
| 1985      | Gody Schmutz                          | Jean-Claude Leclercq                  | Richard Trinkler                      |
| 1986      | Mauro Gianetti                        | Stephen Hodge                         | Daniel Huwyler                        |
| 1987      | Thomas Wegmüller                      | Acácio Da Silva                       | Stefan Joho                           |
| 1988      | Marco Vitali                          | Daniel Wyder                          | Jocelyn Jolydon                       |
| 1989      | Gilles Delion                         | Urs Freuler                           | Guido Winterberg                      |
| 1990      | Marco Vitali                          | Daniel Huwyler                        | Mike Renfer                           |
| 1991      | Pascal Jaccard                        | Thomas Benz                           | Marcel Bischof                        |
| 1992      | Steffen Rein                          | Andzej Sypytkowski                    | Nicola Puttini                        |
| 1993      | Roberto Caruso                        | Roland Meier                          | Thomas Bay                            |
| 1994      | Andrea Chiurato                       | Beat Zberg                            | Gabriele Colombo                      |
| 1995      | Stefano Colagè                        | Fabrizio Bontempi                     | Giuseppe Guerini                      |
| 1996      | Amilcare Tronca                       | Armin Meier                           | Andrea Stocco                         |
| 1997      | Michele Rezzani                       |                                       |                                       |
| 1998      | Luca Bianucci                         |                                       |                                       |
| 1999-2000 | non disputata                         | non disputata                         | non disputata                         |
| 2001      | Luca Paolini                          | Beat Zberg                            | Bobby Julich                          |
| 2002      | Ruslan Ivanov                         | Davide Rebellin                       | Niki Aebersold                        |
| 2003      | David Moncoutié                       | Aleksandr Kolobnev                    | Ruslan Gryschenko                     |
| 2004      | Frédéric Bessy                        | David Moncoutié                       | Vladimir Miholjević                   |
| 2005      | Rik Verbrugghe                        | Patrice Halgand                       | Emanuele Sella                        |
| 2006      | Paolo Bettini                         | Kim Kirchen                           | Aljaksandr Kučynski                   |
| 2007      | Luca Mazzanti                         | Pedro Arreitunandia                   | Evgueni Petrov                        |
| 2008      | Rinaldo Nocentini                     | Davide Rebellin                       | Enrico Gasparotto                     |
| 2009      | Rémi Pauriol                          | Davide Rebellin                       | Simon Gerrans                         |
| 2010      | Roberto Ferrari                       | Jure Kocjan                           | Giampaolo Cheula                      |
| 2011      | Ivan Basso                            | Fabio Duarte                          | Giovanni Visconti                     |
| 2012      | Eros Capecchi                         | Damiano Cunego                        | Enrico Battaglin                      |
| 2013      | annullato                             | annullato                             | annullato                             |
| 2014      | Mauro Finetto                         | Sonny Colbrelli                       | Diego Ulissi                          |
| 2015      | Niccolò Bonifazio                     | Francesco Gavazzi                     | Matteo Montaguti                      |
| 2016      | Sonny Colbrelli                       | Diego Ulissi                          | Roberto Ferrari                       |
| 2017      | Iuri Filosi                           | Marco Frapporti                       | Davide Orrico                         |
| 2018      | Hermann Pernsteiner                   | Kristian Sbaragli                     | Enrico Gasparotto                     |
| 2019      | Diego Ulissi                          | Aljaksandr Rabušėnka                  | Matej Mohorič                         |
| 2020      | annullata per la Pandemia di COVID-19 | annullata per la Pandemia di COVID-19 | annullata per la Pandemia di COVID-19 |
| 2021      | Gianni Moscon                         | Valerio Conti                         | Ben Hermans                           |
| 2022      | annullata                             | annullata                             | annullata                             |
| 2023      | annullata                             | annullata                             | annullata                             |

### Vittorie per nazione
Aggiornato al 2021
| Pos. | Paese         | Vittorie |
| ---- | ------------- | -------- |
| 1    | Italia        | 22       |
| 2    | Svizzera      | 6        |
| 3    | Francia       | 4        |
| 4    | Gran Bretagna | 1        |
| 4    | Germania      | 1        |
| 4    | Moldavia      | 1        |
| 4    | Belgio        | 1        |
| 4    | Austria       | 1        |